# Browns Valley
Browns Valley ist ein Ort (City) im Traverse County in Minnesota, der an der Grenze zu South Dakota liegt. Nach dem Zensus 2020 lebten 558 Menschen in der Gemeinde.

## Geographie
Browns Valley liegt am Ufer des Little Minnesota River, zwischen dem nördlichen Ende des Big Stone Lake und dem südlichen Ende des Lake Traverse. Der Ort und die beiden Seen liegen im Tal des glazialen River Warren, der ein Abfluss des Agassizsees war. Er durchbrach die Big-Stone-Moräne und formte das Tal in mehreren Stufen terrassenartig aus. Nachdem der Agassizsee andere Abflüsse hatte, konnte der Little Minnesota einen Schwemmkegel in der Talsohle ausbilden, auf dem der Ort Browns Valley heute liegt. Dieser Kegel staute den Lake Traverse auf und kehrte schließlich seine Fließrichtung um, sodass die Laurentinische Wasserscheide heute bei Browns Valley durch das Tal verläuft.

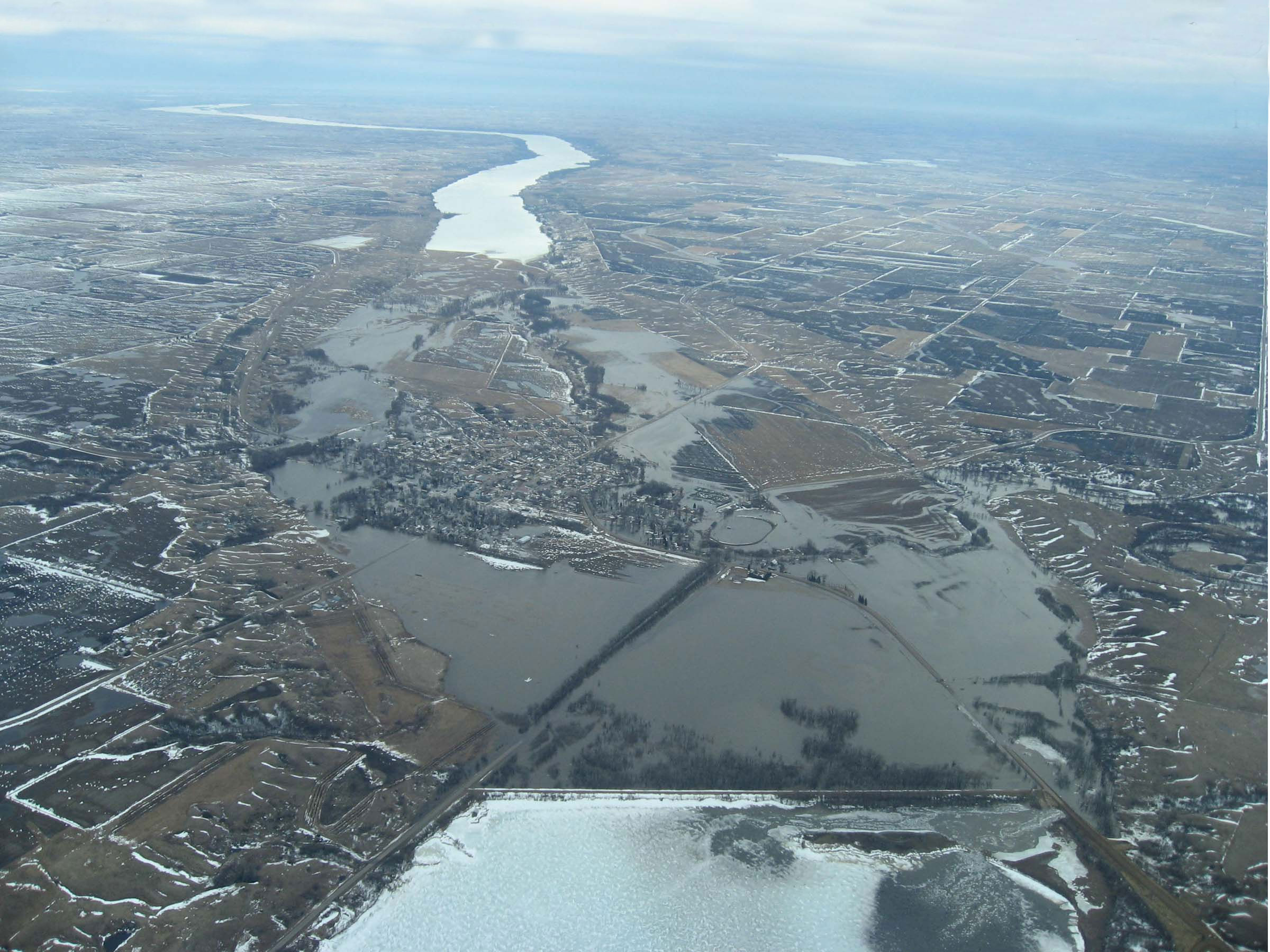
Luftbild von Browns Valley im März 2007 von Norden: Am unteren Bildrand ist der eisbedeckte Lake Traverse zu erkennen, am oberen Bildrand der weiter südlich gelegene Big Stone Lake. Der westlich einmündende Little Minnesota River (rechts in der Bildmitte) überflutet die Talsohle und den Ort

Da die Höhenunterschiede in dem Tal sehr gering sind, kann es bei außergewöhnlichem Hochwasser dazu kommen, dass Wasser aus dem Little Minnesota über die Wasserscheide in den Lake Traverse fließt. Dies passierte zuletzt im März 2007, als sich Eisstaus an zwei Brücken in Browns Valley bildeten und weite Teile des Ortes überflutet wurden. Ein durch das United States Army Corps of Engineers errichteter Deich (Browns Valley Dike) schützt den Ort vor Hochwasser aus dem Lake Traverse. Er ist Teil eines 1941 fertiggestellten Hochwasserschutzprogamms am See und dem Bois de Sioux River.
Nach den Angaben des United States Census Bureau hat die Gemeinde eine Fläche von 2,02 km², alles Land.

## Geschichte
Die Siedlung wurde 1866 von Joseph R. Brown gegründet, der sich dort als Viehzüchter zur Ruhe setzte. Der Ort, in dem ein Jahr später ein Postamt eröffnet wurde, hieß zunächst Lake Traverse. Nach Browns Tod im Jahr 1870 wurde die Siedlung zu seinen Ehren umbenannt. Der damalige Postmeister war Browns Sohn Samuel J. Brown.
1878 erschloss man Baugrundstücke für die Stadt. Anfang des Jahres 1880 wurde mit Unterstützung der St. Paul, Minneapolis, and Manitoba Railway (SPM&M) die Eisenbahngesellschaft St. Cloud and Lake Traverse Railway gegründet, um eine Strecke von Morris nach Browns Valley zu bauen. Noch im Oktober des gleichen Jahres übernahm die SPM&M die Gesellschaft, die Bahnstrecke nach Browns Valley wurde im Dezember fertiggestellt. Im Februar 1881 organisierte sich der Ort als Gemeinde. Nach der Gründung das Traverse Countys war Browns Valley zunächst County Seat, bis man den Sitz 1886 nach Wheaton verlegte.

## Politik
Die Gemeindevertretung ist nach dem Mayor-Council-Government-System organisiert. Neben vier Ratsmitgliedern gibt es einen Bürgermeister und einen handelnden Bürgermeister (Stand November 2021).

## Kultur und Sehenswürdigkeiten

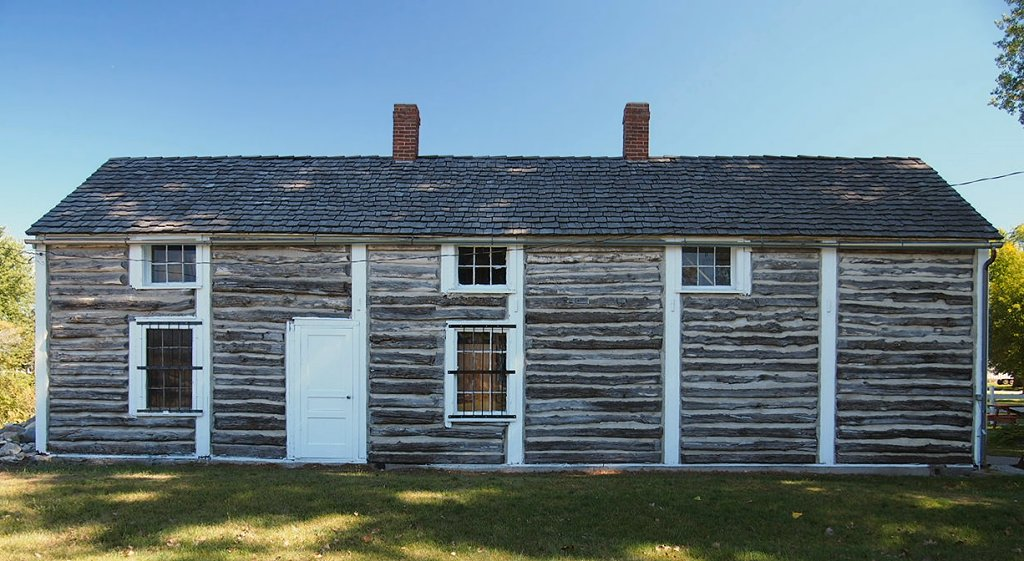
Fort Wadsworth Agency and Scout Headquarters Building, 2013

Zwei Gebäude in Browns Valley sind im National Register of Historic Places eingetragen:
- die Browns Valley Carnegie Public Library, die örtliche Carnegie-Bibliothek,
- das Fort Wadsworth Agency and Scout Headquarters Building, eine zuerst 1864 in Fort Wadsworth gebaute Hütte im Piece-sur-Piece-Stil, einer frankokanadischen Form des Ständerbohlenbaus.

In der Hütte lebten die Browns. Sie steht heute in der Sam Brown Memorial State Wayside, einem kleinen Park in Browns Valley und wird vom örtlichen Geschichtsverein betrieben. Der Stadtpark liegt westlich des Ortskerns und umfasst auch Campingmöglichkeiten.

## Infrastruktur
Die Minnesota State Route 28 beginnt an der Staatsgrenze westlich von Browns Valley und verläuft in Ost-West-Richtung durch den Ort. Am westlichen Ortseingang beginnt auch die Minnesota State Route 27.
Die Browns Valley School ist erweiterte Grundschule (K-8, entspricht also einer Elementary und Middle School) im Ort.

## Söhne und Töchter der Stadt
- Charles Milby Dale (1893–1978), Politiker und von 1945 bis 1949 Gouverneur des Bundesstaates New Hampshire
- Arthur Emanuel Nelson (1892–1955), Politiker der den Staat Minnesota für kurze Zeit im US-Senat vertrat